# EP u hokeju na travi 2007., razred Trophy
Europsko prvenstvo u hokeju na travi za muške 2007., razreda "Trophy" (drugi jakosni razred) se održalo u Portugalu, u Lisabonu .

## Sudionici
Sudionici su bili u skupini "A": Poljska, Italija, Austrija i Portugal.

Sudionici su bili u skupini "B": Škotska, Wales, Švicarska i Ukrajina.

## Konačna ljestvica
| Mj. | Država    |
| --- | --------- |
| 1.  | Poljska   |
| 2.  | Austrija  |
| 3.  | Škotska   |
| 4.  | Švicarska |
| 5.  | Wales     |
| 6.  | Italija   |
| 7.  | Portugal  |
| 8.  | Ukrajina  |

Poljska i Austrija su izborile pravo promicanja u najviši natjecateljski razred europskog prvenstva.
Portugal i Ukrajina su ispale u niži natjecateljski razred, razred "Challenge".